# Nurhan Süleymanoğlu
Nurhan Süleymanoğlu (ejtsd: [nurhan szülejmanólu], 1971. február 28. –) kazak származású ökölvívó.
A Szovjetunió széthullása után elhagyta Kazahsztánt, és Törökországba költözött; az eredeti nevét (Szulejmanov) pedig Süleymanoğlura törökösítette. Jelenleg[mikor?] az Amerikai Egyesült Államokban, Houstonban él.

## Amatőr eredményei
- 1988-ban kadett korosztályos kazak bajnok.

majd török színekben:
- 1993-ban Európa-bajnok kisváltósúlyban.
- 1995-ben ezüstérmes a világbajnokságon kisváltósúlyban.
- 1996-ban ezüstérmes az Európa-bajnokságon kisváltósúlyban.
- 1998-ban ezüstérmes az Európa-bajnokságon kisváltósúlyban.
- 2000-ben bronzérmes az Európa-bajnokságon kisváltósúlyban.

## Profi karrierje
2001-ben pályafutásának vége felé immár Nurhan Szulejman néven  profinak állt és az Egyesült Államokban telepedett le.
25 mérkőzés: 16 győzelem, 9 vereség.